# Raionul Zolotonoșa, Cerkasî
Zolotonoșa (în ucraineană Золотоніський район, transliterat: Zolotoniskîi raion) este un raion în regiunea Cerkasî, Ucraina. Are reședința la Zolotonoșa.
Are o suprafață de 4.249,1 km². Populația este de 142.300 locuitori, determinată în 2020.